# Gunnar Andreassen
Gunnar Andreassen (Fredrikstad, 5 gennaio 1913 – 23 luglio 2002) è stato un calciatore norvegese, di ruolo centrocampista.

## Carriera

### Giocatore

#### Club
Andreassen giocò per l'intera carriera con la maglia del Fredrikstad, dal 1933 al 1950 (con l'eccezione dell'occupazione tedesca in Norvegia della seconda guerra mondiale).

#### Nazionale
Andreassen giocò due gare per la Norvegia, nel 1939 e nel 1945 (la squadra non disputò incontri durante gli anni della guerra). Fu anche tra i convocati per il campionato del mondo 1938.

### Allenatore
Andreassen fu tecnico del Fredrikstad dal 1953 al 1956. Guidò lo Østsiden dal 1959 al 1962.

## Palmarès

### Giocatore

#### Competizioni nazionali
- Campionato norvegese: 3

Fredrikstad: 1937-1938, 1938-1939, 1948-1949
- Coppa di Norvegia: 5

Fredrikstad: 1935, 1936, 1938, 1940, 1950